# Saccoloma chartaceum
Saccoloma chartaceum är en ormbunkeart som beskrevs av G.B.Nair. Saccoloma chartaceum ingår i släktet Saccoloma och familjen Saccolomataceae. Inga underarter finns listade.